# Mérigon
Mérigon – miejscowość i gmina we Francji, w regionie Oksytania, w departamencie Ariège.
Według danych na rok 1990 gminę zamieszkiwało 98 osób, a gęstość zaludnienia wynosiła 15 osób/km² (wśród 3020 gmin regionu Midi-Pyrénées Mérigon plasuje się na 965. miejscu pod względem liczby ludności, natomiast pod względem powierzchni na miejscu 1364.).